# Karen Baker Landers

Karen Baker Landers est une monteuse son américaine née à Garden Grove (Californie).

## Biographie
Après des études à l'Université d'État de Californie à Long Beach, elle entre chez Soundelux (en). Elle quitte cette société en 2013, en même temps que son acolyte Per Hallberg, pour rejoindre The Formosa Group.

## Filmographie (sélection)
- 1990 : Air America de Roger Spottiswoode
- 1991 : Ta mère ou moi ! (Only the Lonely) de Chris Columbus
- 1992 : Le Dernier des Mohicans (The Last of the Mohicans) de Michael Mann
- 1993 : Dans la ligne de mire (In the Line of Fire) de Wolfgang Petersen
- 1994 : Légendes d'automne (Legends of the Fall) d'Edward Zwick
- 1995 : Heat de Michael Mann
- 1995 : Braveheart de Mel Gibson
- 2000 : The Patriot de Roland Emmerich
- 2000 : Gladiator de Ridley Scott
- 2002 : La Mémoire dans la peau (The Bourne Identity) de Doug Liman
- 2001 : La Chute du faucon noir (Black Hawk Down) de Ridley Scott
- 2001 : Hannibal de Ridley Scott
- 2004 : Ray de Taylor Hackford
- 2004 : La Mort dans la peau (The Bourne Supremacy) de Paul Greengrass
- 2004 : Van Helsing de Stephen Sommers
- 2007 : American Gangster de Ridley Scott
- 2007 : La Vengeance dans la peau (The Bourne Ultimatum) de Paul Greengrass
- 2007 : Blade Runner de Ridley Scott (réédition 2007)
- 2008 : Mensonges d'État (Body of Lies) de Ridley Scott
- 2011 : Green Lantern de Martin Campbell
- 2012 : Skyfall de Sam Mendes
- 2012 : Jason Bourne : L'Héritage (The Bourne Legacy) de Tony Gilroy
- 2014 : RoboCop de José Padilha
- 2015 : Aux yeux de tous (Secret in Their Eyes) de Billy Ray
- 2015 : 007 Spectre (Spectre) de Sam Mendes

## Distinctions

### Récompenses
- Oscar du meilleur montage de son
  - en 2008 pour La Vengeance dans la peau
  - en 2013 pour Skyfall
- British Academy Film Award du meilleur son
  - en 2005 pour Ray
  - en 2008 pour La Vengeance dans la peau

### Nominations
- British Academy Film Award du meilleur son
  - en 2002 pour La Chute du faucon noir
  - en 2013 pour Skyfall